# Olaus Graan (kyrkoherde i Lycksele)

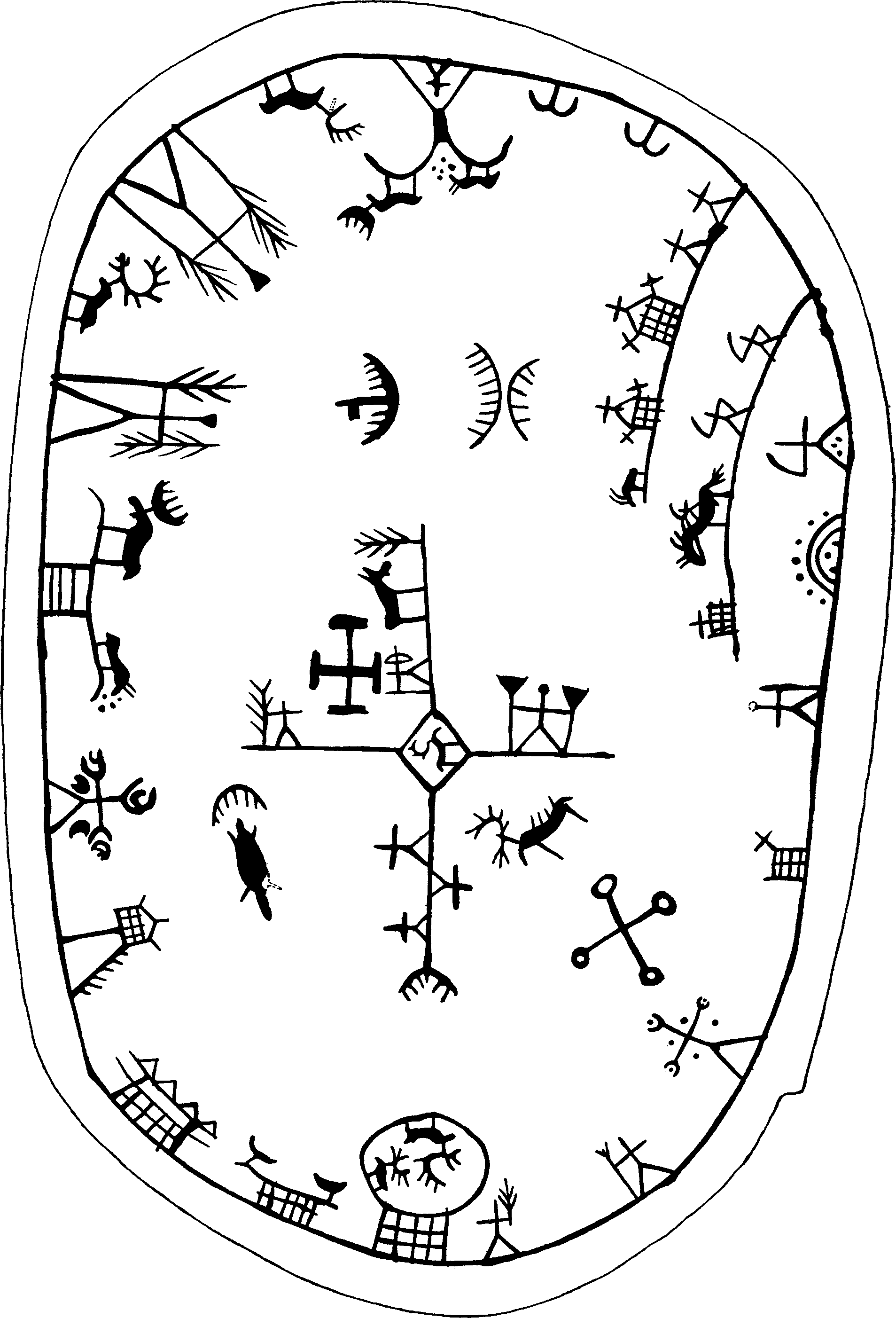
Graan ägde en samisk trumma, som 1688 blev inlämnad till Kungliga Antiquitets Collegium och 2014 återfördes till Sápmi.

Olaus Stephani Graan, antagligen född i Ume lappmark, troligen död 1690, var en svensk präst. Han var kyrkoherde i Lycksele församling 1673–1690. Han ska inte förväxlas med den Olaus Stephani Graan som var född i Övergran och som var kyrkoherde i Piteå landsförsamling 1656–1689.
Olaus Graan hade samiska föräldrar och fick sannolikt sin grundläggande utbildning vid Skytteanska skolan i Lycksele. När Härnösands gymnasium inledde sin verksamhet 1650 var han en av de inskrivna studenterna, och troligen var det där som han fick sin teologiska utbildning. Efter prästvigningen blev Olaus Graan 1655 komminister i Åsele församling, som då var annex under Anundsjö. År 1657 utnämndes han till predikant och skolmästare vid Skytteanska skolan i Lycksele. När lappmarksförsamlingarna blev självständiga 1673 blev han pastor i Ume lappmark men behöll också skolmästartjänsten fram till 1686, då de båda befattningarna skildes åt. 
Han var gift med Anna Mört och hade två söner och en dotter. Sonen Nils blev även han pastor i Lycksele, medan Christoffer blev komminister i Umeå landsförsamling. Dottern gifte sig med faderns efterträdare Magnus Bång.
Olaus Graan var den förste pastor som var bosatt i Lycksele. Enligt Leonard Bygdén var han också en "exemplarisk man både i lärdom och leverne, skicklig och arbetsam".
Han stod bakom två av de första böcker som kom ut på samiska. Den första var Enfaldige och korte frågor sampt swar aff Thesauro Catechetico Paulini, sammanhemtade för lapparnas ungdom til nyttigh och gudeligh information, tryckt 1668. Boken var en översättning av Laurentius Paulinus Gothus Thesaurus catecheticus. Den andra boken var en bearbetad och utvidgad version av Manuale Lapponicum innehållande 39 psalmer, en version av den svenska kyrkohandboken, en evangeliebok, Kristi lidandes historia och fem böner, allt översatt till samiska och tryckt 1669. Det språk som användes var umesamiska, Olaus Graans modersmål.